# Sássari
Sássari (em italiano Sassari, em sardo Tàtari) é uma comuna italiana da região da Sardenha, província de Sassari, com cerca de 130 656 habitantes. Estende-se por uma área de 545 km², tendo uma densidade populacional de 238 hab/km². Faz fronteira com Alghero, Muros, Olmedo, Osilo, Ossi, Porto Torres, Sennori, Sorso, Stintino, Tissi, Uri, Usini. É a segunda maior cidade da Sardenha após a capital Cagliari.
Sassari foi provavelmente fundada em princípios da Idade Média pelos habitantes do antigo porto romano de Turris Lybisonis (atual Porto Torres, que até então tinha sido a cidade principal da ilha), que procuraram refúgio no interior para escapar aos ataques sarracenos com origem no mar. Sassari foi saqueada pelos genoveses em 1166. Foi município livre e depois domínio dos aragoneses e castelhanos.
Esteve sob domínio espanhol entre o início do século XIV e o século XVIII. Depois passou para os austríacos e para os piemonteses.

## Demografia
| Variação demográfica do município entre 1861 e 2011                               |
|                                                                                   |
| Fonte: Istituto Nazionale di Statistica (ISTAT) - Elaboração gráfica da Wikipedia |